# Sveučilište u Bergamu
Sveučilište u Bergamu autonomno je javno sveučilište u talijanskom gradu Bergamu. Osnovano je 1968. godine, a danas njegovih 5 fakulteta pohađa oko 16.000 studenata.

## Povezani članak
- Bergamo